# Jean-Louis Gauthier
Jean-Louis Gauthier (Angoulême (stad), 22 december 1955 – nabij Saint-Amant-de-Boixe, 11 juli 2014) was een Frans wielrenner.

## Levensloop en carrière
Gauthier werd prof in 1978. Zijn grootste overwinningen zijn 1 ritoverwinning in de Ronde van Frankrijk 1980 en 1 (ploeg)zege in de Ronde van Frankrijk 1983 (ploegentijdrit). Hij droeg daarop ook 1 dag de gele trui in die Ronde van 1983.
Op 11 juli 2014 werd de 59-jarige wielrenner dood naast zijn racefiets gevonden. Onderzoek wees uit dat hij tijdens het fietsen was getroffen door een hartaanval.

## Resultaten in voornaamste wedstrijden
| Jaar | Ronde van Italië | Ronde van Frankrijk | Ronde van Spanje |
| ---- | ---------------- | ------------------- | ---------------- |
| 1978 |                  | 69e                 |                  |
| 1979 |                  | 50e                 | 52e              |
| 1980 |                  | 50e (1)             |                  |
| 1981 |                  | 58e                 |                  |
| 1982 |                  | 104e                |                  |
| 1983 |                  | 76e (1)             |                  |
| 1984 |                  | 97e                 |                  |
| 1985 |                  | 69e                 |                  |
| 1986 |                  | opgave              |                  |
| 1987 |                  | 134e                |                  |

| Jaar | Gent-Wevelgem | Parijs-Roubaix | Luik-Bast.‑Luik | Bretagne Classic |
| ---- | ------------- | -------------- | --------------- | ---------------- |
| 1978 |               |                |                 |                  |
| 1979 | 78e           |                |                 | 7e               |
| 1980 |               |                |                 | 7e               |
| 1981 |               | 25e            | 23e             |                  |
| 1982 |               | 21e            |                 |                  |
| 1983 |               |                |                 | 5e               |
| 1984 | 52e           |                |                 |                  |
| 1985 |               |                |                 |                  |
| 1986 |               |                |                 |                  |
| 1987 | 95e           |                |                 |                  |